# Александровка (Потсдам)
Александровка (на немски: Alexandrowka) е руска колония, т.е. селище от приселници, намираща се в северната част на центъра на Потсдам. Кралят на Прусия – Фридрих Вилхелм III – разпорежда през 1826/27 г. изграждането ѝ за последните дванадесет руски певеца останали от военния хор, който някога наброявал 62 войника.
Поради роднинските връзки и приятелски отношения между пруската династия Хохенцолерн и руската династия Романови, колонията бива наречена „Александровка“ в памет на руския цар Александър I, починал малко преди това през 1825 г. Като част от културния пейзаж на Потсдам, колонията е част от световното културно наследство на ЮНЕСКО, регистрирано под името „Дворци и паркове в Потсдам и Берлин“.

## История
През 1806 г. пруско-саксонската армия е разбита от войските на Наполеон в битката при Йена и Ауерщед. Прусия, победена от Наполеон, била принудена през 1812 г. да встъпи в съюз с Франция срещу Русия.
От над хиляда руски войници, пленени в Русия през 1812 г., в Потсдам през октомври 1812 г. са останали 62. От тази група е сформиран хор от певци, който за краля официално е подчинен на 1-ви пруски гвардейски полк. След споразумението за неутралитет (Таурогенската конвенция от 30 декември 1812 г.), Прусия и Русия се съюзяват срещу Франция през пролетта на 1813 г. и по-голямата част от руските войници, които преди това са били военнопленници, по искане на пруския крал сега обособяват свой собствен полк. Под съвместно ръководство руски и пруски войски, бивши руски военнопленници и пруски дезертьори, се сражават срещу Наполеон. В лагера на кралската армия хорът на бившите руски военнопленници продължава да се грижи за забавлението на войската; загубите в редиците му са компенсирани през 1815 г. чрез прехвърлянето на допълнителни гренадири от един руски полк: Цар Александър I не само разрешава на войнишкия хор да остане в Прусия, но и прехвърля седем гренадири от един от своите полкове в гвардейския полк на пруския крал.

Когато цар Александър I умира през 1825 г., само 12 от тези руски певци все още живеят в Потсдам. На 10.04.1826 г. Фридрих Вилхелм III дава следните заповеди:
| „                   | Възнамерявам като траен паметник на спомена за приятелските връзки между Мен и Благопочившия император Александър Руски да основа колония край Потсдам, която искам да заселя с руските певци, предоставени ми от Негово Величество, като колонисти и да нарека Александровка. | “ |
| Фридрих Вилхелм III | |   |

През 1827 г. новите обитатели се нанасят в напълно обзаведен имот. Дори градините били оформени и на всяко домакинство било дадена крава. На колонистите обаче не е било позволено да продават, отдават под наем или ипотекират имотите, но им е било позволено да ги завещават на потомци от мъжки пол.
На близко намиращия се хълм Капеленберг е изградена руско-православна църква-паметник „Александър Невски“, осветена през септември 1829 г. До църквата се намира четиринадесетата жилищна къща, обитавана от кралския лакей Тарновски, родом от Русия.

През 1861 г. умира последният певец. През 1927 г., 100 години след основаването на руската колония, са останали само четири семейства, а след поземлената реформа – само две семейства, които са преки потомци на тези първи певци. През 2008 г. в колонията умира последният от преките потомци на семейство Шишкови. Самата колония е била частна собственост на династията Хоенцолерн до одържавяването на собствеността на германските монарси през 1926 г. по времето на Ваймарската република, но е била управлявана от 1-ви пехотен гвардейски полк. Едва след разформироването на полка, Домът Хоенцолерн поема поддръжката на терена от 1919 г. нататък. До 1945 г. остават в сила предишните кралски разпоредби относно правата и задълженията на жителите в колонията. Основни промени в правния статут на колонията и нейните жители настъпват едва по времето на Съветската окупационна зона и ГДР. От обединението на Германия насам, повечето къщи са частна собственост.
- Чертеж на план от Петер Йозеф Лене, 1826 г. Централната ос и напречните оси не са осъществени.

## Комплекс и архитектура
След два напълно различно изглеждащи проекта, в крайна сметка директорът на кралските градини Петер Йозеф Лене придава на целия терен основната форма на хиподрум с вграден Андреевски кръст, на чиято пресечна точка се намирала къщата на фелдфебела (сержант, старшина). Този проект е осъществен под ръководството на придворния градинар Йохан Георг Морш Старши.
Плановете на сградите са пруски интерпретации на чертеж на итало-руския архитект Карло Роси, който през 1815 г. проектира „типично руско“ село за майката на руската царица в парка на резиденция „Павловск“ в Санкт Петербург и предоставя своя скица на пруския крал след неговото посещение при майката на царицата през 1818 г. Военни майстори от всички пруски гвардейски полкове построили фахверковите къщите, облицовани с полукръгли дървени трупи, които на външен вид създавали впечатление за масивни руски дървени къщи. Идеята за тази икономична мярка идва от командира на гвардейската пионерна дивизия, капитан Снетлаге, който вече имал опит в ръководенето на строеж на истинска руска дървена къща тип блокхаус по проект на Роси – „Блокхаус Николское“.
Селището се състои от общо дванадесет едно- или двуетажни къщи с двор/градина, една двуетажна стражарска къща без голяма градина и една къща до църквата, в която на първия етаж е живял надзирателят на кралското чайно помещение.
Според руската архитектура, покривите на къщите е трябвало да бъдат покрити със слама – за пруския вариант обаче е избрана облицовка с дървени летви, която в края на 19 век за заменена с покритие от шисти. Всяко къща с двор (стопанство) се състои от една жилищна сграда с балкон и лоджия отпред, порта с надвес и малък обор за животни.
През януари 2005 г. в къща № 2 на Руската колония е открит „Музей Александровка“, който дава на посетителите представа за историята и архитектурата на дървените къщи. Този музей показва начина на строеж на къщите и разказва историята на това уникално селище.